# الرصد الفلكي في مصر

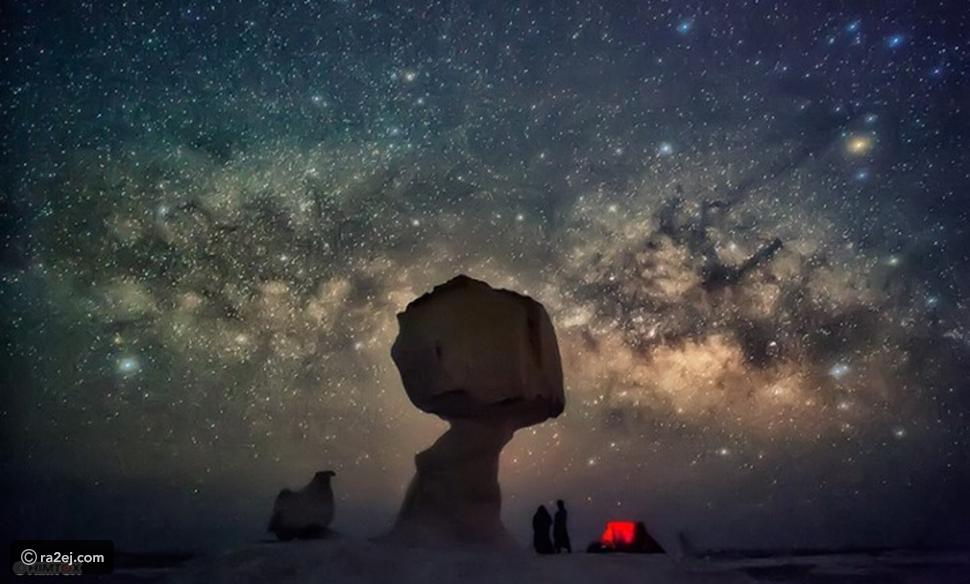
مراقبة النجوم والأجرام السماوية في الصحراء

مجموعة من هواة الفلك يراقبون السماء أثناء زخة شهب البرشاويات.

يعتبر الرصد الفلكي في مصر أو  علم فلك الهواة في مصر أحد أهم الهوايات التي تتمتع بها مصر عن غيرها من الدول، فمصر لديها بعض من أفضل مواقع النجوم في العالم كما أن بها مساحات شاسعة من الصحراء والتي تمكن الراصد أو هاوي الفلك من التحديق في السماء المظلمة والتفكير في إبداعات الطبيعة.

## الرصد الفلكي
الرصد الفلكي هو مراقبة السماء ليلًا، وتعقب أجرامها، ومراقبة نجومها وكواكبها، ومشاهدة النيازك العابرة، والشهب المتساقطة، والأقمار الصناعية التي تتقاطع في مسارات منتظمة. ويمارس الرصد الفلكي ملايين الأشخاص حول العالم، منهم من يخرج إلى الأماكن المظلمة المنعزلة، ويحدق إلى السماء بعينيه المجردتين، ومنهم من يحمل معه تليسكوبًا صغيرًا يُمكِّنه من مشاهدة جبال القمر وأوديته وسطحه الغني بالتضاريس، ومنهم من يحمل تليسكوبًا متقدمًا، يُمكِّنه من تعقب الكواكب كاملة، بل وحتى رصد مجرة أندروميدا المجاورة لنا، والتي تبعد عنّا بحوالي مليوني و500 ألف سنة ضوئية.
بالعينين المجردتين فقط، يمكن رصد ذراع المجرة، وكذلك رصد جميع المجموعات النجمية، مثل كوكبة الجبار والدب الأكبر والدب الأصغر، والدلو والحوت والحمل والثور، والجوزاء والسرطان والأسد والعذراء، والميزان والقوس والعقرب والجدي، وكوكبة الكلب الأكبر، وغيرها. كما تستطيع رؤية محطة الفضاء الدولية، وكثير من الأقمار الاصطناعية في دورتها حول الأرض، وهي تبدو كالنجوم تمامًا لولا أنها تسير بسرعة ملحوظة.
كما يمكن رصد الكواكب إذا كانت مواقعها معلومة مسبقًا، حيث يمكن رؤية عطارد والزهرة والمريخ، والمشتري وزحل، وبشيء من التركيز من الممكن تمييز أقمار المشتري، وحلقات زحل.
من أجل رصد مريح وواضح، يفضل الخروج إلى الأماكن المفتوحة المظلمة، والصحراوات هي الاختيار الأفضل، ثم القرى النائية.

## علم الفلك في مصر القديمة

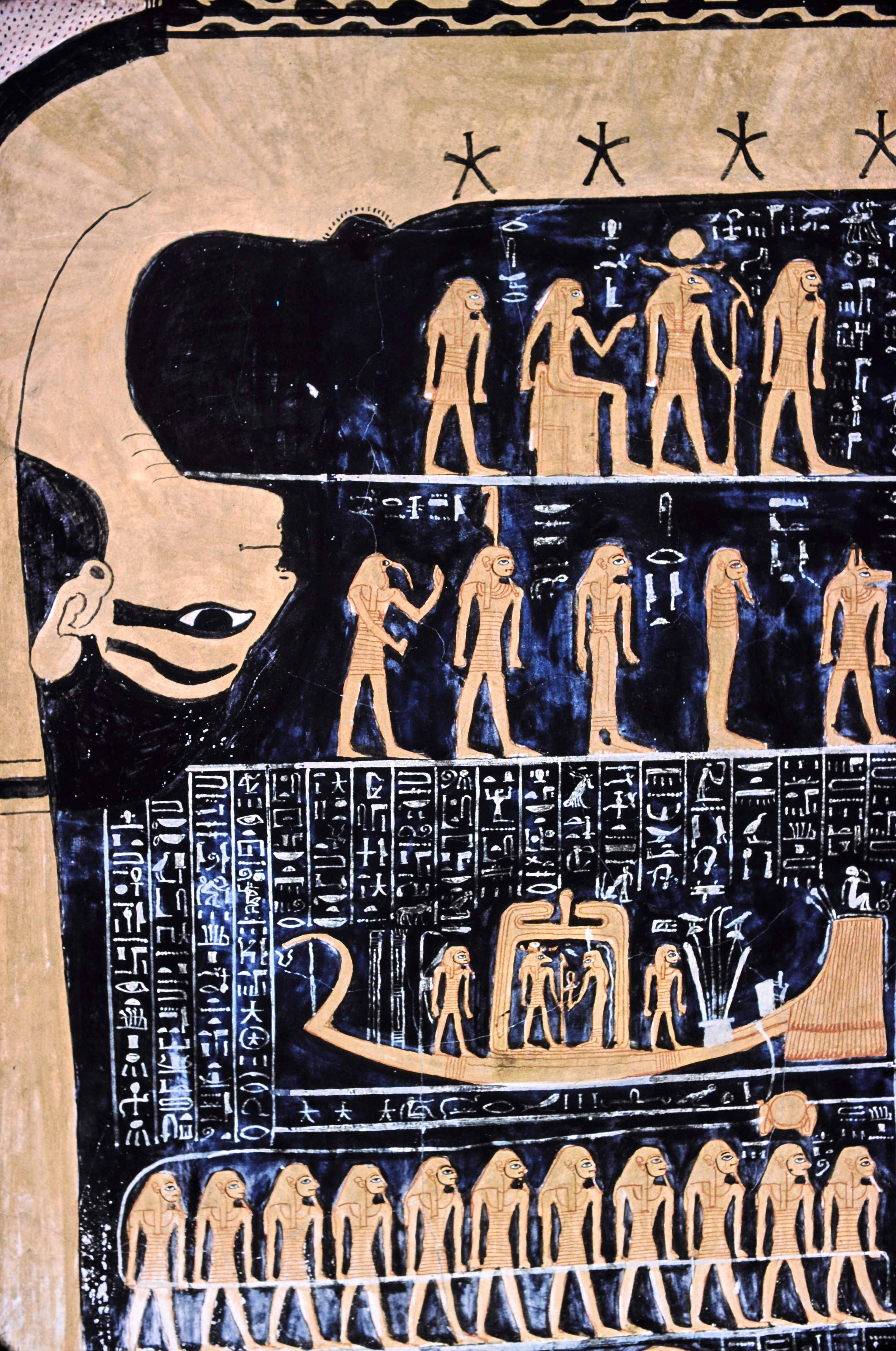
نوت ، إلهة السماء المصرية، ومعها رسم للنجوم، في مقبرة رمسيس السادس

منذ حوالي ستة آلاف سنة اعتمد المصريون الحساب الشمسي الذي عوَل عليه من جاء بعدهم من الأمم والشعوب، فقد حسبوا وقت فيضان النيل فكان السادس عشر من حزيران (يونيو) من كل عام كلما ظهرت الشعرى اليمانية عند الفجر من وراء الأفق الشرقي لمدينة منف إلى الجنوب الغربي من القاهرة اليوم. وكانت سنتهم عبارة عن 365 يوماً مقسمة على 12 شهراً طول كل منها ثلاثون يوماً، والأيام الخمسة الباقية عطلة. والمصريون هم الذين ابتكروا المزولة، أي الساعة الشمسية، كان ذلك حوالي سنة 1500 ق.م. هذه المزولة التي جعلوا المسافات بين خطوطها متفاوتة الأبعاد، فهي طويلة عند الصباح، ثم تأخذ في القصر تدريجياً كلما راحت الشمس ترتفع إلى أن تصير فوق سمت الرأس في كبد السماء، ثم إن المسافات تأخذ في الاتساع كلما اتجهت الشمس نحو الغرب. ولقد عرف المصريون حركة الكواكب التي منها المريخ فبرعوا في تفسير حركته الظاهرية وكشفوا عن سر تراجعه في مساره، ولقد سبق المصريون سواهم إلى تحديد جهة الشمال تحديداً دقيقاً يدل عليه بناؤهم للأهرامات، ما يكشف عن معرفتهم بالتواقيت وبحركة الشمس، هذا فضلاً عن معرفتهم بحركة الكواكب وعدد الثوابت فيها. وهناك نقطة مهمة وهي أن أحد ممرات هرم خوفو الكبير كانت موجهة نحو القطب الشمالي للسماء كما كان آنذاك. ذلك أن محور الأرض يبادر أو يتحرك تراوحياً مثل دوامة تلف بشكل يجعل القطب الشمالي السماوي (أي النقطة في السماء التي تقع مباشرة فوق القطب الشمالي للأرض) يرسم دائرة في السماء خلال دورة طولها 26000 سنة، وتعرف النجمة التي يتصادف وجودها قريبة جداً من القطب السماوي «بالنجم القطبي» وكان الممر المذكور للهرم الأكبر موجهاً نحو نجم «الثعبان» الواقع في كوكبة التنين. والتي كانت حقيقةً تُمثل النجم القطبي منذ 4500 سنة مضت. إلا أن المصريين خلطوا ـ كغيرهم ـ بين علم الفلك ومظاهره الشاهقة وبين النجامة (التنجيم) وعبادة النجوم التي كانت حافزاً لتقصي أخبار السماء فعبدوا (رع) إله الشمس، وخالق العالم، كما عبدوا (حورس) ممثل الشمس عند الشروق، و (آتوم) مُمثلها عند الغروب، وأقاموا لهذه الآلهة المعابد. ولما جاء كهنة عين شمس استبدلوا (رع) بـ (آتون) قرص الشمس الذي بنوا له تمثالاً على شكل إنسان، لكن رأسه كان رأس باز وعليه تاج الشمس.

### رصد المصريين القدماء للنجوم
أما عن رصد المصريين القدماء للنجوم فانها تنقسم إلى نوعين: 1. «النجوم التي لا تفنى» 2. «النجوم التي لا تتعب».وقد استطاع المصريون تمييز خمسة من هذه الأنواع، وتصويرها كأنها تبحر في قوارب عبر السماء، وهذه النجوم هي: المريخ، والمشتري، وعطارد، وزحل، والزهرة. وقد تم رؤية العديد من المقابر الملكية في «وادي الملوك» مزينة بمناظر سماوية، ففي مقابر «الرعامسة» التي تعود إلى النصف الثاني من القرن الثاني عشر قبل الميلاد توجد مجموعة من أربعة عشر كائناً جالسين وهم يمثلون نجوماً تسمح بمرور الزمن من خلالها عبر السماء.
عرف المصريون القدماء عن وسائل قياس الزمن ومنها ساعات الليل مثل الساعة المائية وأخرى للنهار، وقد قيست ساعات النهار بأنواع أخرى من من الساعات التي تعتمد أساساً على الظلال بتحديد اتجاهها أو طولها أثناء النهار، حيث لاحظ المصري القديم أن طول الظلال أثناء ساعات النهار يختلف حسب فصول السنة.
ومنذ الدولة الحديثة شغلت المناظر الفلكية مساحات كبيرة من أسقف العديد من المعابد ومقابر الملوك والأفراد، وهي مناظر تمثل المجموعات النجمية، والكواكب، والأجرام السماوية، ولعل أشهرها تلك التي تضمها مقبرة «سيتي الأول» في «وادي الملوك»، ومعبد «رعمسيس الثاني» في غرب «طيبة» ومقبرة «سننموت» مهندس الملكة «حتشبسوت» وغير ذلك من المواقع.

## الرصد الفلكي في مصر في الوقت الحالي
تشهد مصر موجة من الاهتمام بعلم الفلك بين أوساط الشباب حاليًّا، ما يستدعي تنظيم كثير من الرحلات للرصد الفلكي، والتي تستهدف غالبًا سيناء، وخصوصًا خليج فيورد وجبلي موسى وسانت كاترين، ومحمية وادي دجلة في القاهرة، ومرصد القطَّامية الفلكي على طريق السويس الصحراوي، ووادي الحيتان ووادي الريان وجبل المدورة في الفيوم، وكذلك واحة سيوة، والصحراء البيضاء.
يقوم هواة الفلك في مصر برصد العديد من الأجرام والظواهر، وأشهر هذه الأشياء القمر، والكواكب، والنجوم، والمذنبات، وزخات الشهب، والعديد من أجرام السماء البعيدة مثل العناقيد النجمية والمجرات والسدم.
كذلك هناك ظاهرة الاقتران وهي ظاهرة فلكية ذات شعبية كبيرة في مصر، وتحدث عندما يلتقي جرمان سماويان على مسافة قريبة في السماء، ويمكن رؤيتها بالعين المجردة من أي مكان.
أما ظاهرة «السوبر مون» أو القمر العملاق، فتعتبر أشهر الظواهر الفلكية التي تابعها الجمهور في السنتين الأخيرتين، وتحدث عندما يكون القمر في أقرب نقطة للأرض، فيظهر أكبر وأكثر سطوعاً. وأيضاً القمر الدموي والذي يحدث فيه خسوف كلي أو جزئي للقمر حيث يتم حجب ضوء القمر عن الأرض، باستثناء بعض الاشعة الحمراء التي تمر من الغلاف الجوي وتعطي القمر لوناً أحمراً.

### أفضل أماكن الرصد الفلكي في مصر

#### أهرامات الجيزة وأبو الهول

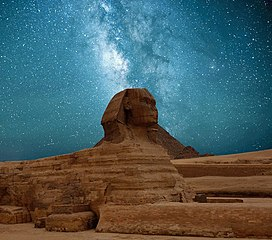
النجوم في سماء أبي الهول

يمكن مشاهدة مجرة درب التبانة تضيء السماء فوق أهرامات الجيزة وأبي الهول. بينما يهرع السياح لمشاهدة أهرامات الجيزة العظيمة وأبو الهول في الصباح الباكر، يختارون فعل الشيء نفسه، ولكن في الليل لمشاهدة النجوم ومجرة درب التبانة. يمكن للسائح الذي يزور الأهرامات ليلًا مشاهدة النجوم وتوزيعاتها وزخرفتها في السماء، كما يمكنه أيضًا رؤية الأهرامات بطريقة فريدة أثناء عرض الصوت والضوء، والذي يجلب الأهرامات العظيمة إلى الحياة بينما يروي أبو الهول التاريخ القديم.

#### صحراء الفيوم

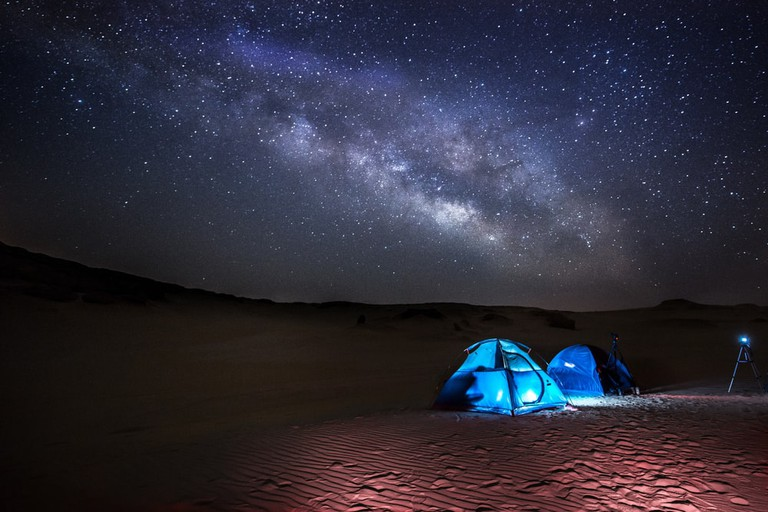
صحراء الفيوم

في حين أن كل الواحات تبعد ساعات عن القاهرة، إلا أن الفيوم تقع على بعد ساعة ونصف من فقط القاهرة بالسيارة، مما يجعل إمكانية مشاهدة النجوم والمجرات أمراً سهلاً. ففي الليل يمكن مشاهدة الكوكبات والنجوم في منظر خلاب يطل على البحيرة السحرية الرائعة في وسط الصحراء.

#### الصحراء البيضاء

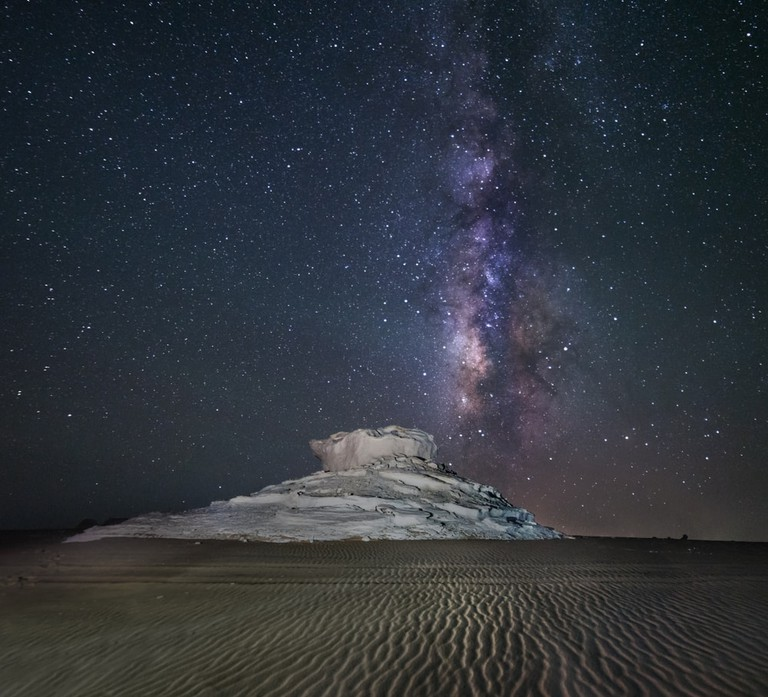
الصحراء البيضاء بمصر

الصحراء البيضاء تقع في مصر على بعد 45 كيلومترا (30 ميلا) إلى الشمال من واحة الفرافرة بمحافظة الوادى الجديد على مسافة حوالى 500 كيلومترا من القاهرة ولقد تم إعلانها محمية طبيعية في عام 2002 ، سميت بالصحراء البيضاء لانها تملك اللون الأبيض الذي يغطي معظم أرجائها، وتبلغ مساحتها الإجمالية 3010 كيلو متر مربع ، وتملك أيضا صخرة ضخمة طباشيرية، تحتوي الصحراء على العديد من التشكيلات التي تم إنشاؤها نتيجة لعاصفة رملية عرضية في المنطقة، وتعد واحة الفرافرة والصحراء البيضاء المكان النموذجي للزيارة من قبل طلاب بعض المدارس في مصر، وتعد موقع لرحلات التخييم.

#### سانت كاترين

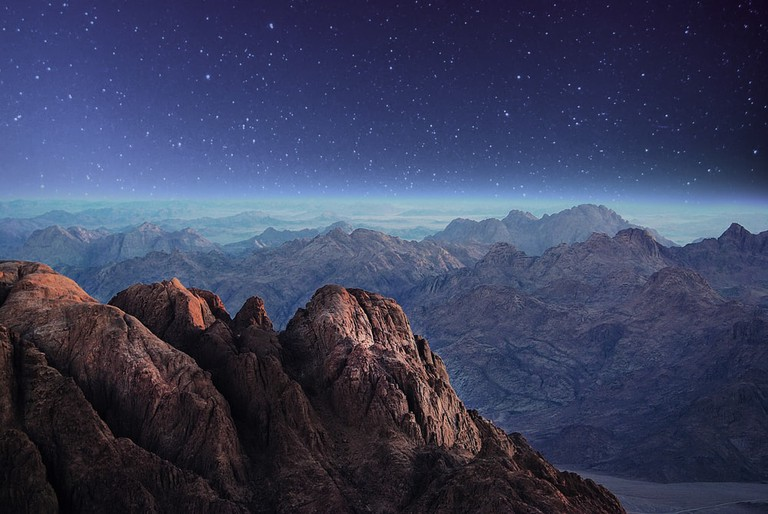
سانت كاترين، جبل موسي

جبل كاترين أو جبل القديسة كاترينا أو جبل طور سيناء يقع في محافظة جنوب سيناء في مصر، ويعتبر من أعلى الجبال في سيناء ويبلغ ارتفاعه 2.629 م فوق سطح البحر، تتساقط على الجبل الثلوج في فصل الشتاء مثل باقى جبال منطقة جنوب سيناء.
قد يستغرق الأمر ساعات لتسلق جبل كاثرين والوصول إلى قمته. ومع ذلك، بعد الوصول إلى قمة الجبل، يمكن رؤية أحد أبدع المناظر الخلابة في الطبيعة. وهناك أيضاً جبل موسى، الذي يعتبر تسلقه أسهل. معظم الزوار يستمتعون بمشاهدة شروق الشمس من الأعلى. ومع ذلك، يمكن اختيار تجربة مختلفة تمامًا ورؤية السماء المظلمة كما لم ترها من قبل.

#### شرم الشيخ

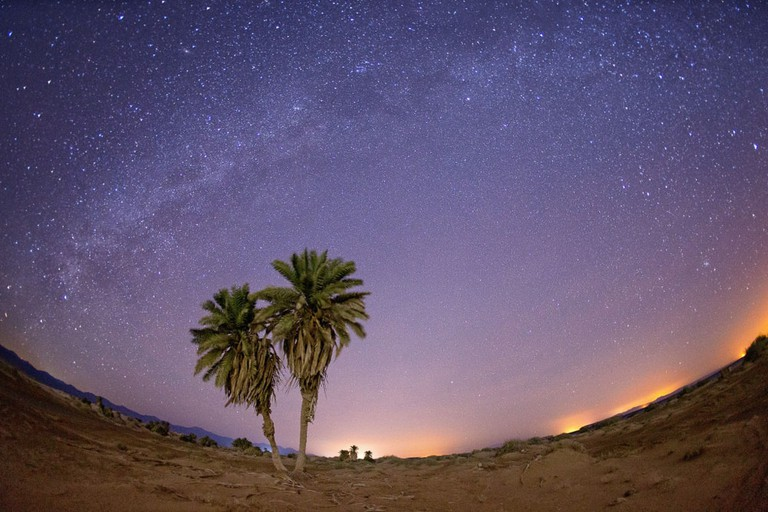
الطبيعة في شرم الشيخ

تقع شرم الشيخ على الساحل الجنوبي الشرقي لشبه جزيرة سيناء، وهي أكثر المدن السياحية زيارة في مصر لشواطئها الزرقاء الكريستالية والشعاب المرجانية الملونة وأماكن الغوص المذهلة. صحيح أن البحر الأحمر في شرم الشيخ يتمتع بعالم فريد تحت سطح البحر، إلا أنه أيضًا لديه عالم مذهل فوق الماء عندما تنظر إلى السماء. حيث يرغب الكثير في الغوص في سماء مظلمة وتجربة ليلة رومانسية مليئة بالنجوم تضيء الساحل المرجاني.

#### نويبع

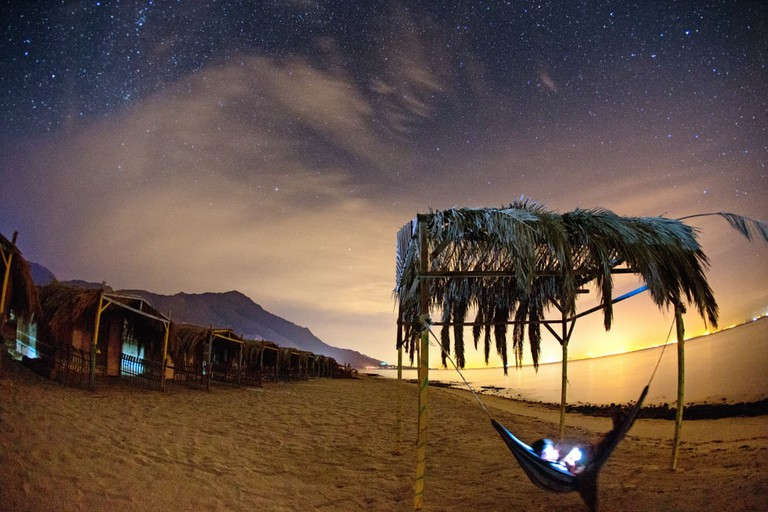
نويبع

تقع نويبع على بعد ساعتين فقط من شرم الشيخ، حيث يمكن الاستمتاع بنوع مختلف من تجربة مشاهدة النجوم في الجزء الشرقي من شبه جزيرة سيناء. تشتهر المنطقة بأماكن الإقامة الصديقة للبيئة، حيث أن معظم الغرف مصنوعة من أكواخ الخيزران التي تخدم روح بوهو في المنطقة. إنه مكان حيث يمكنك الاستمتاع بالطبيعة والسلام والهدوء، فضلاً عن الشاطئ ورماله البيضاء.

#### واحة سيوة

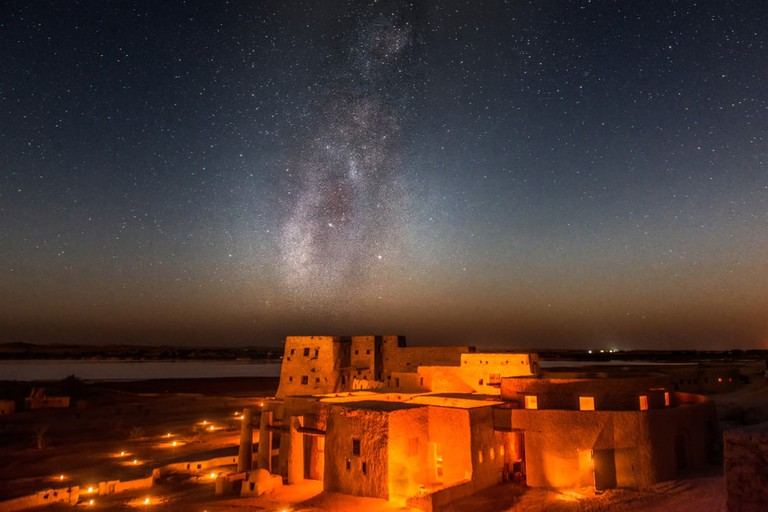
واحة سيوة

تقع واحة سيوة في قلب الصحراء الغربية مباشرة، بعيدة عن صخب المدينة. إنه موقع ثقافي مميز حيث لا تزال القبائل التي تتحدث اللغة السيوية تعيش هناك وتحتفظ بلغتها الخاصة. هناك العديد من الطرق للاستمتاع بالنجوم في سيوة؛ إما من خلال تسلق الجبال، أو التخييم في الصحراء، والتحديق في النجوم في الليل لحيث تضيء أشجار النخيل الشهيرة في المدينة وبحيرات الملح بشكل سريالي جميل.

### بعض الهيئات المتخصصة بالرصد الفلكي في مصر

#### الجمعية الفلكية بمسجد محمود
الجمعية الفلكية بمسجد محمود هي جمعية علمية فلكية مصرية خاصة أسسها العالِم الموسوعي والأديب والمفكر المصري الدكتور مصطفى محمود في عام 1981م وهي جمعية لهواة ومحبي علم الفلك وعلوم الفضاء. وهي إحدى الجمعيات المتفرعة من مؤسسة مسجد محمود الخيرية بمسجد مصطفى محمود.
تعتبر الجمعية من أولى الجمعيات الفلكية في مصر ومن أولى الجمعيات التي اهتمت بدراسات علوم الفضاء إيماناً من د. مصطفى محمود بأن مصر هي موطن ومنبع علم الفلك عندما أسسه الأجداد الفراعنة المصريون القدماء ولأهمية العلم وربط العلم النافع بالدين والعبادة ولحب د. مصطفى الشديد لعلم الفلك الذي كان أحد هواياته.

#### المعهد القومي للبحوث الفلكية والجيوفيزيقية
المعهد القومي للبحوث الفلكية والجيوفيزيقية أو مرصد حلوان هو مرصد فلكي يقع في منطقة حلوان جنوب القاهرة بمصر تأسس سنة 1903، ويعد أحد أقدم وأكبر وأهم المراصد الفلكية في الوطن العربي، خصوصاً في تحديد المسائل الفلكية في الإسلام كرصد الأهلة وتحديد مواقيت الشهور بالتقويم الهجري. وقد اختارته منظمة اليونسكو في سنة 2011 كأحد مواقع التراث العالمي في مصر.

#### مرصدالقطاميةالفلكي
مرصد القطامية الفلكي هو التليسكوب الأكبر في الوطن العربي والشرق الأوسط وشمال أفريقيا، وهو يتبع المعهد القومي للبحوث الفلكية والجيوفيزيقية بحلوان، وهو يقع على مسافة 80 كم تقريبًا من وسط العاصمة القاهرة في إتجاه مدينة السويس (طريق العين السخنة) فوق جبل بارتفاع 480 م عن مستوى البحر .. أنشئ هذا المرصد عام 1964 وهو امتداد لمرصد حلوان الذي أنشئ عام 1903 وهو من أقدم المعاهد البحثية في مصر والشرق الأوسط..

#### الجمعية المصرية لعلوم الفلك
الجمعية المصرية لعلوم الفلك هي جمعية علمية أهلية غير ربحية تهدف إلى رفع مستوى الوعي العلمي في الفضاء والفلك في جميع أنحاء مصر. تعمل الجمعية منذ عام 2012 على توفير مجموعة واسعة من الأنشطة الفلكية بشكل منتظم. وتشمل هذه الأنشطة محاضرات عامة وليالي رصد مفتوحة ومناقشات مفتوحة وعرض أفلام متعلقة بعلم الفلك وورش عمل ودورات للمبتدئين ورحلات فلكية للصحراء والمراصد. وتجمع بين هواة الفلك والمتخصصين في مجتمع واحد.
كانت أول من صاغ كلمة «أمسية فلكية» واستخدمها في مصر كحدث خاص يتضمن محاضرة عامة تليها رصد للسماء بالتليسكوبات. حظيت هذه الأنشطة بقبول شعبي كبير وتقدير من المجتمع. كما تعمل الجمعية بالتعاون مع الكثير من المؤسسات الفكية الأخرى مثل الجمعيات الفلكية العربية والاتحاد العربي لعلوم الفضاء والفلك.

## الأدوات الشائع استخدامها في مصر

### العين المجردة
يخطئ الكثيرون حينما يظنون أن ممارسة الفلك هي عمل المتخصصين من أصحاب التلسكوبات وأدوات القياس والحساب الفلكي، كما يخطئون عندما يظنوا أن تعلم الفلك هو موضوع معقد ومكلف للغاية. ذلك لأن دراسة السماء بالعين المجردة هي - ربما - أكثر متعة، وأكثر مساعدة على فهم السماء بشكل صحيح، كما أن علم الفلك ليس هو ذلك المستنقع الحسابي المعقد الممل.
فالأصل في الفلك هو الرصد بالعين المجردة
منذ قرون مضت نظر الإنسانالمصري القديم للسماء، وادهشته بنجومها اللامعة، وقمرها المنير وشمسها المضيئة فبدأ بدراستها وكانت العين هي الوسيلة الاساسية التي رصد بها السماء ولم يكن هناك تليسكوبات وقتها لذا فالعين كانت شيئا مهما جدا ليقوم الفلكى بعملية رصد ناجحة، وبعد دراسة طويلة استطاع الإنسان التعرف على بعض النجوم واطلق عليها العديد من الأسماء والأرقام والتي اختلفت من حضارة لأخرى ولكى يتمكن الإنسان من التعرف على هذه النجوم بطريقة سهلة قسمها إلى مجموعات واطلق عليها المجموعات النجمية (الكوكبات)، ثم بعد ذلك استطاع التعرف على بعض الكواكب التي تلمع في السماء كالزهرة، والمشترى، وزحل، والمريخ، وعطارد الذي يظهر قبل الشروق مرة وبعد الغروب مرة، وقام بدراسة السماء من الناحية الميكانيكية التي تهتم بحركة السماء والاجرام السماوية فوجد ان كل شى في السماء يشرق من الشرق ويغرب من ناحية الغرب وتمكن من رؤية بعض السدم كسديم الجبار الذي يكون بارزاً في سماء الشتاء في وقت متأخر بعد غروب الشمس ومجرة أندروميدا الرائعة.

### النظارات المقربة
يستخدم الهواة النظارات المقربة كثيراً وعلى الرغم من أن قوة تقريبها ضعيفة إلا أن مجالها الواسع مفضل لبعض الأجرام السماوية.

### التليسكوبات
تعتبر التليسكوبات أهم الأدوات المستخدمة في الرصد الفلكي.

## الأجرام والظواهر التي يمكن رصدها بالعين المجردة في مصر

### النجوم
يمكن مشاهدة جميع النجوم من القدر الخامس وما قبل ذلك ضمن ظلام وظروف رصد جيدة ويمكن لشخص حاد البصر وضمن ظلام دامس جداً وسماء صافية وظروف ممتازة مشاهدة النجوم من القدر السادس. وهذا يعني أنه يمكنك أن ترى أكثر من 2500 نجمة بعينك المجردة.
هناك بعض النجوم الرئيسية اللامعة في السماء تم تسميتها كالدبران في الشتاء أو النسر الواقع في الصيف.

### الكوكبات

خريطة الجبار
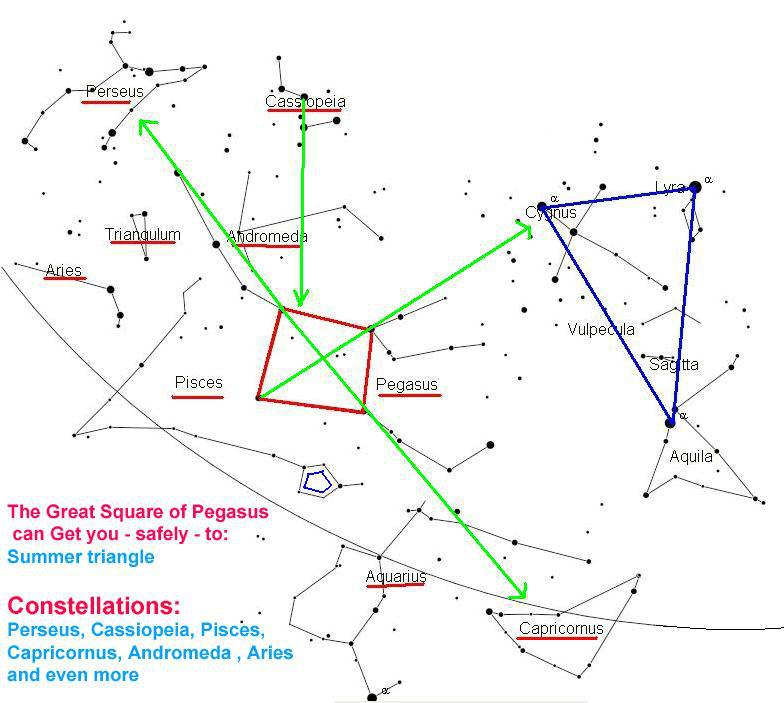
خريطة مربع الفرس الأعظم
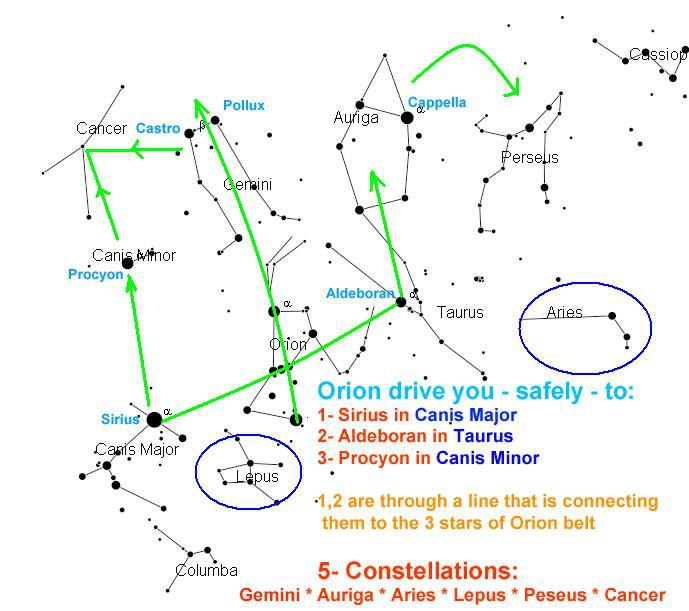
خريطة الجبار
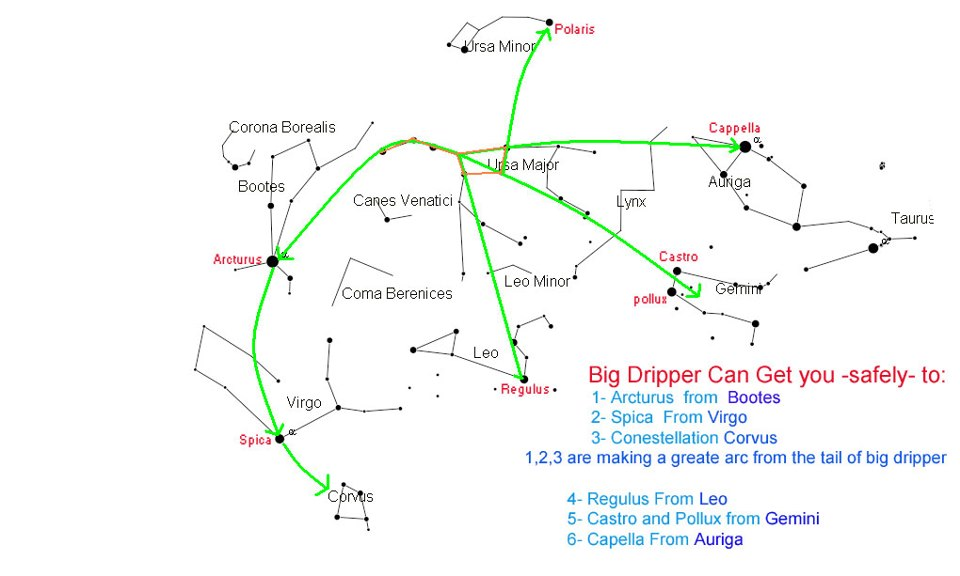
خريطة مغرفة الدب الأكبر
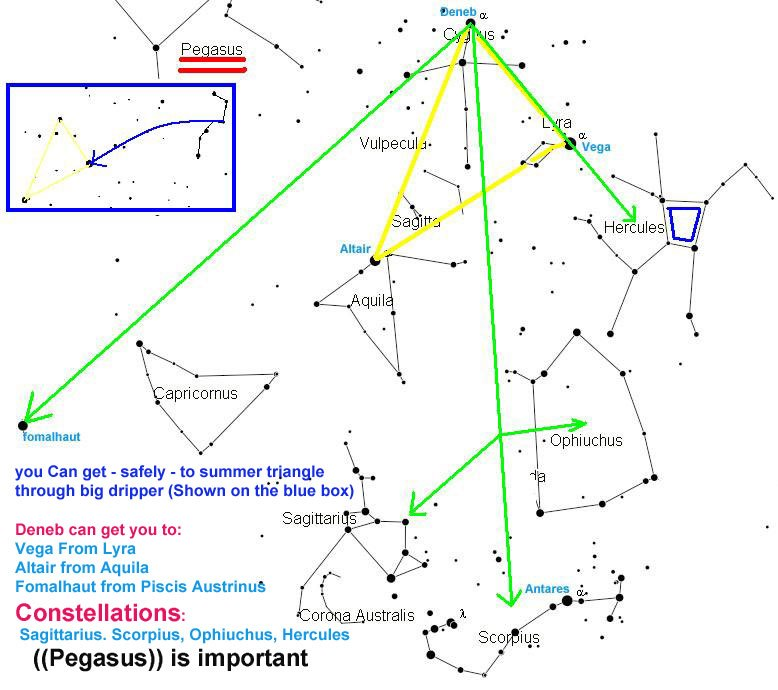
خريطة المثلث الصيفي

الكوكبات التي يتم التعرف عليها بسهولة يمكنها ان تستخدم كإشارات مرور أو علامات لمعرفة اماكن الكوكبات الصعبة وهناك أربع خرائط مشهورة في هذا الصدد
| العلامة                 | فصل          | فصل        |
| ----------------------- | ------------ | ---------- |
| خريطة الجبار            | ليالي الشتاء | فجر الخريف |
| خريطة مغرفة الدب الأكبر | ليالي الربيع | فجر الشتاء |
| خريطة المثلث الصيفي     | ليالي الصيف  | فجر الربيع |
| خريطة مربع الفرس الأعظم | ليالي الخريف | فجر الصيف  |

### الكواكب
يمكن مشاهدة جميع الكواكب بالعين المجردة عدا أورانوس (من القدر 5.7) ونبتون (من القدر 7.9). ويمكنك معرفة ورؤية حركة هذه الكواكب ومتابعتها تتحرك من كوكبه لأخرى في السماء ومتابعة تراجعها (كالمريخ مثلا) أو استتار الكواكب خلف القمر أو خلف أي جرم لمعرفة الاحتجابات القادمة

### المجرات

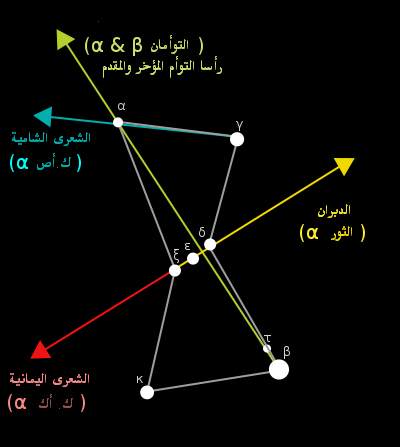
كيفيّة العثور على بعض النجوم بواسطة كوكبة الجبار. فمثلاً يؤدي امتداد خط النجوم الثلاث: المنطقة والنظام والنطاق إلى الشعرى اليمانية.

مجرة «المرأة السلسلة» Andromeda التي يمكن رؤيتها من نصف الكرة الشمالي وخصوصاً مصر من القدر الرابع.
مجرة المثلث Triangulum تعد أبعد ما يمكن للعين المجردة رؤيته حيث تبعد 2.5- 3 مليون سنة ضوئية لكن لا يمكن رؤيتها إلا تحت ظروف استثنائية.
كما يمكن رؤية مجرتنا مجرة درب التبانة عبر السماء من مكان مظلم نسبياً، وهي تبدو كطريق لبني مضيء يشق القبة السماوية إلى نصفين، لأننا نراها من مستوي قرصها. وتقع المجموعة الشمسية فيها على بعد نحو 27 ألف سنة ضوئية من مركز المجرة.

### السدم
يمكن - مع حدة النظر وظلمة شديدة- رؤية أحد السدم اللامعة وهو سديم الجبار.
كذلك يمكن رؤية سديم المزمار أو المعروف بـ Barnard 59, 65–67,78 وهو سديم مظلم في كوكبة الحواء.

### القمر
القمر وحركته واختلاف اطواره ومواعيد شروقه وغروبه.

### الشمس
الظواهر الأساسية مثل كسوف الشمس أو الخسوف.

### الشهب
الزخات الشهابية والتي تمتلك مواعيداً خاصة بها كل عام.

### التجمعات النجمية
يمكنك مراقبة تجمعات نجمية مفتوحة مثل الثريا (عنقود نجمي)، والقلائص، وأوميجا قنطورس

### الأقمار الصناعية
يمكن متابعة الأقمار الصناعية، والمحطات المدارية وتظهر في السماء كنجوم تقطع السماء في دقائق لمعرفة أوقات مرورها، وهي تعكس ضوء الشمس.
محطة الفضاء الدولية يمكن أيضا رؤيتها بسهولة عند عبورها في السماء حيث تظهر كنجمة بيضاء لامعة تتحرك سريعا وتعبر القبة السماوية في دقائق معدودة.

## اقرأ أيضا
- علم الفلك عند الفراعنة

## وصلات خارجية
- موقع جمعية مسجد مصطفى محمود الخيرية
- الموقع الرسمي للجمعية الفلكية بمسجد محمود